# Condado de Sheridan (Dakota del Norte)
El condado de Sheridan es un condado del estado de Dakota del Norte, Estados Unidos. Tiene una población estimada, a mediados de 2023, de 1266 habitantes.
La sede del condado es McClusky. 

## Geografía
Según la Oficina del Censo, el condado tiene una superficie total de 2610 km², de los cuales 2520 km² corresponden a tierra firme y 90 km² están cubiertos de agua.

### Condados adyacentes
- Condado de McHenry (norte)
- Condado de Pierce (noreste)
- Condado de Wells (este)
- Condado de Kidder (sureste)
- Condado de Burleigh (sur)
- Condado de McLean (oeste)

## Demografía
Según la estimación 2018-2022 de la Oficina del Censo, los ingresos medios de los hogares del condado son de $68 684 y los ingresos medios de las familias son de $90 104. Los ingresos per cápita en los últimos doce meses, medidos en dólares de 2022, son de $40 365. Alrededor del 6.9% de la población está por debajo de la línea de pobreza nacional.
| 1910 | 1920 | 1930 | 1940 | 1950 | 1960 | 1970 | 1980 | 1990 | 2000 | 2010 | 2020 | 2023 (est.) |
| ---- | ---- | ---- | ---- | ---- | ---- | ---- | ---- | ---- | ---- | ---- | ---- | ----------- |
| 8103 | 7935 | 7373 | 6616 | 5253 | 4350 | 3232 | 2819 | 2148 | 1710 | 1321 | 1265 | 1266        |

## Localidades

### Ciudades
- Goodrich
- Martin
- McClusky

Nota: a todas las comunidades incorporadas en Dakota del Norte se les llama "ciudades" independientemente de su tamaño

### Lugares designados por el censo (census-designated places,CDP)
- Denhoff

## Subdivisiones territoriales

### Municipios (townships)
| - Municipio de Berlin - Municipio de Boone - Municipio de Denhoff - Municipio de Edgemont - Municipio de Fairview | - Municipio de Goodrich - Municipio de Highland - Municipio de Lincoln Dale - Municipio de Martin - Municipio de Mauch | - Municipio de McClusky - Municipio de Pickard - Municipio de Prophets - Municipio de Rosenfield - Municipio de Strassburg |

### Territorios no organizados (unorganized territories,UT)
- Territorio no organizado de North Sheridan
- Territorio no organizado de South Sheridan